# Sei Sijenggi
Sei Sijenggi is een bestuurslaag in het regentschap Serdang Bedagai van de provincie Noord-Sumatra, Indonesië. Sei Sijenggi telt 5065 inwoners (volkstelling 2010).